# 能代火力發電廠
能代火力發電廠（日語：日语：），位於日本秋田縣能代市大森山1-6號，為東北電力株式會社所屬的燃煤火力發電廠。

## 沿革
能代火力發電廠最初為日本為解決石油危機導致國內燃油價格上漲的問題，而新建的燃煤火力發電廠。 1號機組於1993年5月完工商轉，隨後陸續增建2、3號機組，目前因應全球暖化與減碳趨勢，發電廠開始混燒木質生質能（林業廢材）。
2號機組新建開始，為提高發電效率，東北電力首次引進超超臨界鍋爐與汽輪發電機，因此2號機組的主蒸汽溫度566℃，再熱蒸汽溫度593℃，主蒸汽壓力24.1MPa。
在此之後的3號機新建工程，由於當時東北電力評估為來的經濟成長與電力需求趨勢，加上評估仍無法預測日本國內及全球二氧化碳排放監管措施的實施方向，因此3號機工程推遲到2028年才完工商轉，但事實上3號機計畫已遭凍結。然而2011年3月11日日本東北近海發生地震矩規模9.0的大地震，讓日本本州地區電力系統供需嚴重失衡，為穩定電力系統，與降低發電成本，東北電力在2016年重啟3號機新建工程，2020年3月完工商轉。

### 地震災害

#### 東日本大震災
2011年3月11日日本東北近海發生地震矩規模9.0大地震，劇烈搖晃始能代火力發電廠兩部運轉中的發電機組皆因安全機制解聯跳脫停機。同年4月7日發生的311地震餘震再度使2部發電機組因安全機制解聯跳脫停機。
地震災後，由於海嘯造成電廠的發電設備及附屬設備嚴重受損，使供電能力嚴重下降，因此東北電力計畫新增裝置容量8MW（2MW×40部）的鈉硫電池儲能設施，於2012年1月完工啟用。
然而2011年9月21日，東京電力同類型的電池發生起火意外，讓能代電廠儲能設施施工暫停。而電池製造商NGK Insulators於事故後調查卻未透露事故原因，加上施工暫停使完成時間被延遲到2012年夏季，當時已是用電需求高峰，最終東北電力決定於2012年3月30日取消儲能設施工程。
而後來調查原因出爐，是串連的電池模組中，其中一顆電池因品質不良導致電芯爆炸融化，連帶引發周邊多顆串聯組電池短路，整組儲能模組電流過高燒毀，並波及鄰近其他模組。

## 設施

### 發電機組
| 名稱   | 鍋爐類型     | 發電機類型 | 機組數量 | 發電燃料         | 裝置容量 （MW） | 商轉日期     | 狀態     |
| ------ | ------------ | ---------- | -------- | ---------------- | --------------- | ------------ | -------- |
| 一號機 | 超超臨界鍋爐 | 汽輪發電機 | 1        | 燃煤、木質生質能 | 600MW           | 1993年5月    | 商轉中。 |
| 二號機 | 超超臨界鍋爐 | 汽輪發電機 | 1        | 燃煤、木質生質能 | 600MW           | 1994年12月   | 商轉中。 |
| 三號機 | 超超臨界鍋爐 | 汽輪發電機 | 1        | 燃煤、木質生質能 | 600MW           | 2020年3月2日 | 商轉中。 |

### 能代能源公園
能代火力發電廠設有一座能源環境教育公園，內有PR大樓、熱帶植物園、體育廣場、能代ねぶながし館等設施，其中熱帶植物園共種植有460種3,300株不同的植物，該公園為免費入場。

#### 園內設施
- 南穹頂

設有電力系統環境教育設施。
- 熱帯植物園

圓頂形熱帶植物園，種有460種3,300株植物。
- ねぶながし館

展示著能代七夕節的燈籠和能代痴迷風箏，現場還會播放節慶音樂。
- 冒險廣場

設有噴泉和遊樂設施，可供幼童娛樂的水域遊憩場所。
- 體育廣場

設網球場和多功能廣場。
- 文化展覽館

設於南穹頂內。作為舉辦活動的展覽館。
- 濱名須館

遊客休息休憩的建築，設有自動販賣機。

## 外部連結
- 東北電力 （页面存档备份，存于）（日語）
- 能代能源公園 （页面存档备份，存于）（日語）